# Championnat du Venezuela de football 1995-1996
Navigation
Saison 1994-1995 Saison 1996-1997
La saison 1995-1996 du Championnat du Venezuela de football est la quarantième édition du championnat de première division professionnelle au Venezuela et la soixante-seizième saison du championnat national.
La formule du championnat change à nouveau cette saison et comporte 3 phases :
- le Torneo Apertura (qui correspond en fait à la Copa Venezuela) voit les dix-huit équipes réparties en deux poules; elles s'affrontent deux fois, à domicile et à l'extérieur. Les six premiers de chaque groupe se qualifient pour la phase suivante et sont également assurées de participer au championnat la saison prochaine.
- le Torneo Clausura regroupe les douze qualifiés, répartis en deux groupes et qui affrontent deux fois leurs adversaires. Les trois premiers de chaque poule se qualifient pour la phase finale.
- la poule finale regroupe les six qualifiés, qui s'affrontent à nouveau deux fois. L'équipe en tête à l'issue de la compétition est sacrée championne.

C'est le club de Minerven FC qui remporte la compétition, après avoir terminé en tête de la poule finale, avec deux points d'avance sur Mineros de Guayana et trois sur le double tenant du titre, Caracas FC. C'est le tout premier titre de champion de l'histoire du club.

## Les clubs participants
| - Marinos de Sucre - Deportivo Italia - Caracas FC - Mineros de Guayana - Atlético El Vigía - Minerven FC - Llaneros FC - Trujillanos FC - Unicol FC | - Deportivo Tuy - Estudiantes de Mérida - UA Táchira - Valencia FC - Atlético Zamora - Monagas SC - ULA Mérida - Anzoátegui FC - Lara FC |

## Compétition
Le barème utilisé pour établir les différents classements est le suivant :
- Victoire : 3 points
- Match nul : 1 point
- Défaite : 0 point

### Torneo Apertura
| Rang | Équipe             | Pts | J  | G  | N | P  | Bp | Bc | Diff |
| ---- | ------------------ | --- | -- | -- | - | -- | -- | -- | ---- |
| 1    | Caracas FC         | 36  | 16 | 11 | 3 | 2  | 42 | 13 | +29  |
| 2    | Deportivo Italia   | 31  | 16 | 9  | 4 | 3  | 21 | 11 | +10  |
| 3    | Minerven FC        | 25  | 16 | 8  | 3 | 5  | 30 | 17 | +13  |
| 4    | Anzoátegui FC      | 23  | 16 | 6  | 5 | 5  | 20 | 24 | -4   |
| 5    | Valencia FC        | 22  | 16 | 5  | 7 | 4  | 24 | 24 | 0    |
| 6    | Mineros de Guayana | 20  | 16 | 5  | 5 | 6  | 21 | 18 | +3   |
| 7    | Monagas SC         | 16  | 16 | 3  | 7 | 6  | 16 | 20 | -4   |
| 8    | Marinos de Sucre   | 12  | 16 | 3  | 3 | 10 | 12 | 30 | -18  |
| 9    | Deportivo Tuy      | 10  | 16 | 3  | 1 | 12 | 24 | 53 | -29  |

| Rang | Équipe                | Pts | J  | G | N | P | Bp | Bc | Diff |
| ---- | --------------------- | --- | -- | - | - | - | -- | -- | ---- |
| 1    | ULA Mérida            | 27  | 16 | 7 | 6 | 3 | 31 | 23 | +8   |
| 2    | Unicol FC             | 26  | 16 | 8 | 2 | 6 | 26 | 20 | +6   |
| 3    | Trujillanos FC        | 26  | 16 | 7 | 5 | 4 | 19 | 19 | 0    |
| 4    | UA Táchira            | 25  | 16 | 6 | 7 | 3 | 24 | 15 | +9   |
| 5    | Estudiantes de Mérida | 23  | 16 | 6 | 5 | 5 | 26 | 19 | +7   |
| 6    | Atlético El Vigia     | 23  | 16 | 6 | 5 | 5 | 20 | 23 | -3   |
| 7    | Llaneros FC           | 21  | 16 | 6 | 3 | 7 | 30 | 30 | 0    |
| 8    | Lara FC               | 12  | 16 | 2 | 6 | 8 | 16 | 26 | -10  |
| 9    | Atlético Zamora       | 11  | 16 | 2 | 5 | 9 | 11 | 28 | -17  |

| Équipe 1   | Résultat | Équipe 2   | Aller | Retour |
| ---------- | -------- | ---------- | ----- | ------ |
| ULA Mérida | 6 - 3    | Caracas FC | 2 - 0 | 4 - 3  |

### Torneo Nacional
| Rang | Équipe                   | Pts | J  | G | N | P | Bp | Bc | Diff |
| ---- | ------------------------ | --- | -- | - | - | - | -- | -- | ---- |
| 1    | Mineros de Guayana       | 20  | 10 | 6 | 2 | 2 | 21 | 12 | +9   |
| 2    | Trujillanos FC           | 19  | 10 | 6 | 1 | 3 | 17 | 14 | +3   |
| 3    | Caracas FCT              | 14  | 10 | 3 | 5 | 2 | 17 | 14 | +3   |
| 4    | Estudiantes de Mérida -1 | 13  | 10 | 5 | 1 | 4 | 19 | 18 | +1   |
| 5    | Unicol FC                | 8   | 10 | 1 | 5 | 4 | 14 | 17 | -3   |
| 6    | Anzoátegui FC            | 5   | 10 | 1 | 2 | 7 | 8  | 21 | -13  |

| Rang | Équipe            | Pts | J  | G | N | P | Bp | Bc | Diff |
| ---- | ----------------- | --- | -- | - | - | - | -- | -- | ---- |
| 1    | Minerven FC       | 15  | 10 | 4 | 3 | 3 | 18 | 10 | +8   |
| 2    | Deportivo Italia  | 15  | 10 | 4 | 3 | 3 | 9  | 11 | -2   |
| 3    | UA Táchira        | 14  | 10 | 3 | 5 | 2 | 9  | 8  | +1   |
| 4    | Atlético El Vigia | 11  | 10 | 2 | 5 | 3 | 7  | 12 | -5   |
| 5    | Valencia FC -1    | 10  | 10 | 2 | 7 | 1 | 12 | 13 | -1   |
| 6    | ULA MéridaC       | 9   | 10 | 2 | 3 | 5 | 12 | 13 | -1   |

- Les clubs d'Estudiantes de Mérida et de Valencia FC reçoivent une pénalité d'un point pour irrégularités administratives.

### Liguilla
| Rang | Équipe             | Pts | J  | G | N | P | Bp | Bc | Diff |
| ---- | ------------------ | --- | -- | - | - | - | -- | -- | ---- |
| 1    | Minerven FC        | 22  | 10 | 7 | 1 | 2 | 20 | 12 | +8   |
| 2    | Mineros de Guayana | 20  | 10 | 6 | 2 | 2 | 21 | 12 | +9   |
| 3    | Caracas FCT        | 19  | 10 | 6 | 1 | 3 | 20 | 14 | +6   |
| 4    | UA Táchira         | 15  | 10 | 4 | 3 | 3 | 14 | 9  | +5   |
| 5    | Deportivo Italia   | 4   | 10 | 0 | 4 | 6 | 11 | 27 | -16  |
| 6    | Trujillanos FC     | 3   | 10 | 0 | 3 | 7 | 12 | 24 | -12  |

|  | Qualification pour la Copa Libertadores 1997 |
|  | Qualification pour la Copa CONMEBOL 1996     |

## Bilan de la saison
| Championnat du Venezuela de football 1995-1996 |                         |
| Champion                                       | Minerven FC (1er titre) |
| Coupes et trophées                             |                         |
| Vainqueur de la Coupe du Venezuela 1995-1996   | ULA Mérida              |
| Qualifications continentales                   |                         |
| Copa Libertadores 1997                         | Minerven FC             |
| Copa Libertadores 1997                         | Mineros de Guayana      |
| Copa CONMEBOL 1996                             | UA Táchira              |
| Promotions et relégations                      |                         |
| Promus en Primera División                     | Aucun                   |
| Relégués en Segunda A                          | 6 clubs                 |